# NGC 5676
NGC 5676 (również PGC 51978 lub UGC 9366) – galaktyka spiralna (Sbc), znajdująca się w gwiazdozbiorze Wolarza. Odkrył ją William Herschel 15 maja 1787 roku.